# El Tejado
El Tejado ist ein Ort und eine westspanische Gemeinde (municipio) mit 83 Einwohnern (Stand: 2024) in der Provinz Salamanca in der Autonomen Region Kastilien-León.
Zur Gemeinde gehören neben dem Ort El Tejado die Ortschaften La Casilla und La Magdalena. Der Verwaltungssitz befindet sich in La Magdalena.

## Lage
El Tejardo liegt etwa 58 Kilometer südsüdöstlich von Salamanca und etwa 180 Kilometer westlich von Madrid in einer Höhe von ca. 965 m. Der Río Tormes begrenzt die Gemeinde im Osten. 
Das Klima im Winter ist kühl, im Sommer dagegen durchaus warm; die Niederschlagsmengen fallen – mit Ausnahme der nahezu regenlosen Sommermonate – verteilt übers ganze Jahr.

## Bevölkerungsentwicklung
| Jahr      | 1970 | 1981 | 1991 | 2001 | 2011 | 2021 |
| Einwohner | 447  | 233  | 226  | 174  | 145  | 82   |

Der deutliche Bevölkerungsrückgang seit den 1950er Jahren ist im Wesentlichen auf die Mechanisierung der Landwirtschaft sowie auf die Aufgabe von bäuerlichen Kleinbetrieben und den damit einhergehenden Verlust an Arbeitsplätzen zurückzuführen (Landflucht).

## Sehenswürdigkeiten
- Magdalenenkirche (Iglesia de de Santa María Magdalena)

## Persönlichkeiten
- Salustiano Sánchez Blázquez (1901–2013), Supercentenarian, in El Tejado geboren